# Прыгуньи
Прыгуньи (лат. Hyperoliidae) — семейство бесхвостых земноводных, обитающих в Африке.

## Описание
Размеры колеблются от 1,5 до 8 см. Голова небольшая, глаза среднего размера с вертикальным зрачком. У большинства видов есть зубы на верхней челюсти. Кожа преимущественно гладкая и блестящая. Окраска, как правило, зеленоватая или сероватая с яркими пятнами или полосами — красными, желтыми, оранжевыми. Некоторые виды окрашены в ярко-белые или золотистые тона. Брачные мозоли отсутствуют. Самцы почти всех видов имеют заметные горловые мешки.

## Образ жизни
Обитают в горных тропических и субтропических лесах. Встречаются как наземные, так и древесные формы. Некоторые виды ведут преимущественно водный образ жизни. В основном передвигаются только прыжками, исключение составляют кассины. Питаются мелкими насекомыми и другими беспозвоночными. Род Tornierella специализируется на улитках, а Afrixalus fornasini является единственной наземной лягушкой питающейся яйцами других видов лягушек.

## Размножение
Это яйцекладущие амфибии. В период размножения (начало сезона дождей) большинство видов привязаны к воде, куда откладывают яйца. Есть виды откладывающие яйца на листья деревьев и кустарников нависающих над водой. Род Afrixalus строит листовые гнезда, складывая и склеивая края листьев. Самцы борются за места и зазывают самок брачными трелями. Исключение составляют Acanthixalus, которые могут общаться посредством феромонов.
Головастики прудового типа с большими хвостовыми плавниками.

## Распространение
Ареал охватывает страны Африки к югу от Сахары, за исключением центральной и западной частей ЮАР и сухой части Намибии. Мадагаскарские прыгуньи являются эндемиками Мадагаскара, а род Tachycnemis — эндемиком Сейшельских островов.

## Классификация
На октябрь 2018 года в семейство включают 17 родов и 227 видов:
- Acanthixalus Laurent, 1944 — Шиповатые древесницы (2 вида)

- Acanthixalus sonjae Rödel, Kosuch, Veith & Ernst, 2003
- Acanthixalus spinosus (Buchholz & Peters, 1875) — Шиповатая древесница

- Afrixalus Laurent, 1944 — Бананницы (33 вида)

- Alexteroon Perret, 1988 (3 вида)

- Alexteroon hypsiphonus Amiet, 2000
- Alexteroon jynx Amiet, 2000
- Alexteroon obstetricans (Ahl, 1931) — Заботливая тростнянка

- Arlequinus Perret, 1988 (1 вид)

- Arlequinus krebsi (Mertens, 1938)

- Callixalus Laurent, 1950 — Разноцветные прыгуньи (1 вид)

- Callixalus pictus Laurent, 1950 — Разноцветная прыгунья

- Chrysobatrachus Laurent, 1951 — Блестящие прыгуньи (1 вид)

- Chrysobatrachus cupreonitens Laurent, 1951 — Блестящая прыгунья

- Cryptothylax Laurent & Combaz, 1950 — Водные прыгуньи (2 вида)

- Cryptothylax greshoffii (Schilthuis, 1889) — Водная прыгунья
- Cryptothylax minutus Laurent, 1976 — Карликовая прыгунья

- Heterixalus Laurent, 1944 — Мадагаскарские прыгуньи (11 видов)
- Hyperolius Rapp, 1842 — Тростнянки (146 видов)
- Kassina Girard, 1853 — Кассины  (15 видов)

- Kassinula Laurent, 1940 — Карликовые кассины (1 вид)

- Kassinula wittei Laurent, 1940 — Карликовая кассина

- Morerella Rödel, Kosuch, Grafe, Boistel & Veith, 2009 (1 вид)

- Morerella cyanophthalma Rödel et al., 2009

- Opisthothylax Perret, 1966 — Гнездовые прыгуньи (1 вид)

- Opisthothylax immaculatus (Boulenger, 1903) — Гнездовая прыгунья

- Paracassina Peracca, 1907 (2 вида)

- Paracassina kounhiensis (Mocquard, 1905)
- Paracassina obscura (Boulenger, 1895)

- Phlyctimantis Laurent & Combaz, 1950 — Древесные прыгуньи (5 видов)

- Phlyctimantis boulengeri Perret, 1986
- Phlyctimantis keithae Schiøtz, 1975 — Танзанийская прыгунья
- Phlyctimantis leonardi (Boulenger, 1906) — Древесная прыгунья
- Phlyctimantis maculatus (Duméril, 1853)
- Phlyctimantis verrucosus (Boulenger, 1912) — Бугорчатая прыгунья

- Semnodactylus Hoffman, 1939 (1 вид)

- Semnodactylus wealii (Boulenger, 1882) — Длиннопалая кассина

- Tachycnemis Fitzinger, 1843 — Сейшельские прыгуньи (1 вид)

- Tachycnemis seychellensis (Duméril & Bibron, 1841) — Сейшельская прыгунья

## Фото
- Глазчатая прыгунья
- Heterixalus punctatus
- Hyperolius marmoratus
- Kassina senegalensis
- Поющий самец Afrixalus fornasini